# گبی شرایبر
گبی شرایبر (به انگلیسی: Gaby Schreiber)؛ (زادۀ ۱۹۱۶ میلادی – درگذشتۀ ۱۹۹۱ میلادی) یک طراح صنعتی و داخلی اهل بریتانیا بود.
او با نام گبی ولف در اتریش به دنیا آمد. او هنر و طراحی صحنه و داخلی را در وین، فلورانس، برلین و پاریس خواند. او یک طراح صنعتی و داخلی برجستۀ بریتانیایی بود. شرایبر مشاور عمومی طراحی برای صنعت بود؛ متخصص در مشاورۀ رنگ و دکوراسیون داخلی؛ مشاور خرید آثار هنری؛ و رئیس شرکت گبی شرایبر و همکاران. در دهۀ ۱۹۶۰ میلادی او یک امپراتوری کوچک را رهبری کرد که شامل سه شرکت بود: گبی شرایبر و همکاران، (شرکت طراحی)؛ کانول با مسئولیت محدود، (یک شرکت بازرگانی)؛ و طراحی بین‌المللی کانول، (یک شرکت طراحی اروپایی مستقر در بروکسل). شرایبر در سال ۱۹۳۸ میلادی به همراه همسرش، روزنامه‌نگاری به نام لئوپولد شرایبر، به بریتانیا نقل مکان کرد. او درست پیش از جنگ جهانی دوم وارد بریتانیا شد و در طول جنگ برای صنعت پلاستیک طراحی کرد. او پس از جنگ به طراحی پلاستیک، تولید تجهیزات آشپزخانه و پذیرایی، ظروف غذاخوری، کارد و چنگال و سایر محصولات برای کافه تریاها و فروشگاه‌های زنجیره‌ای غذایی مانند مارکس اند اسپنسر و همچنین طراحی پلاستیک برای سازه‌ها و اجزای ساختمان ادامه داد. در اواخر دهۀ ۱۹۴۰ میلادی او دفتر طراحی خود را راه‌اندازی کرد و تیمی از متخصصان رشته‌های مختلف - طراحان داخلی، مهندسان، معماران، طراحان گرافیک را تشکیل داد. از آثار طراحی شاخص شرایبر، طراحی فضای داخلی کشتی اقیانوس‌ پیمای کوئین الیزابت ۲ برای کونارد لاین بود. او در سال ۱۹۹۱ میلادی درگذشت.